# 妄想帝国蓄音機
「妄想帝国蓄音機」（もうそうていこくちくおんき）は、2018年1月24日にテイチクエンタテインメントからリリースされた喜多村英梨のシングル。

## 概要
表題曲「妄想帝国蓄音機」は、テレビアニメ『gdメン gdgd men's party』のオープニングテーマに起用された。販売形態は初回限定盤（TECI-599）と通常盤（TECI-600）の2種リリースで、初回限定盤には表題曲のミュージック・ビデオとメイキング映像を収録したDVDが付属するほか、通常盤には楽曲「ViViD DESiRE」を収録。
CDジャケットはアートデザイナーの島田隆将、そしてミュージック・ビデオはアニメーションCGを駆使した作品を得意とする映像作家の椙本晃佑が務めている。

## 収録内容
CD
全作詞：喜多村英梨
1. 妄想帝国蓄音機 [4:01]
作曲・編曲：鬱P
テレビアニメ『gdメン gdgd men's party』オープニングテーマ
2. fairy∞world [4:21]
作曲・編曲：necchi
3. ViViD DESiRE [4:05] （通常盤のみ収録）
作曲・編曲：uz

DVD（初回限定盤のみ）
1. 「妄想帝国蓄音機」Music Video
2. 「妄想帝国蓄音機」Music Video Making
3. 「妄想帝国蓄音機」CM SPOT ver.